# Hans Kaufmann (Politiker, 1871)
Hans Kaufmann (* 7. Januar 1871 in Luzern; † 20. Dezember 1940 in Solothurn) war ein Schweizer Politiker (FDP).

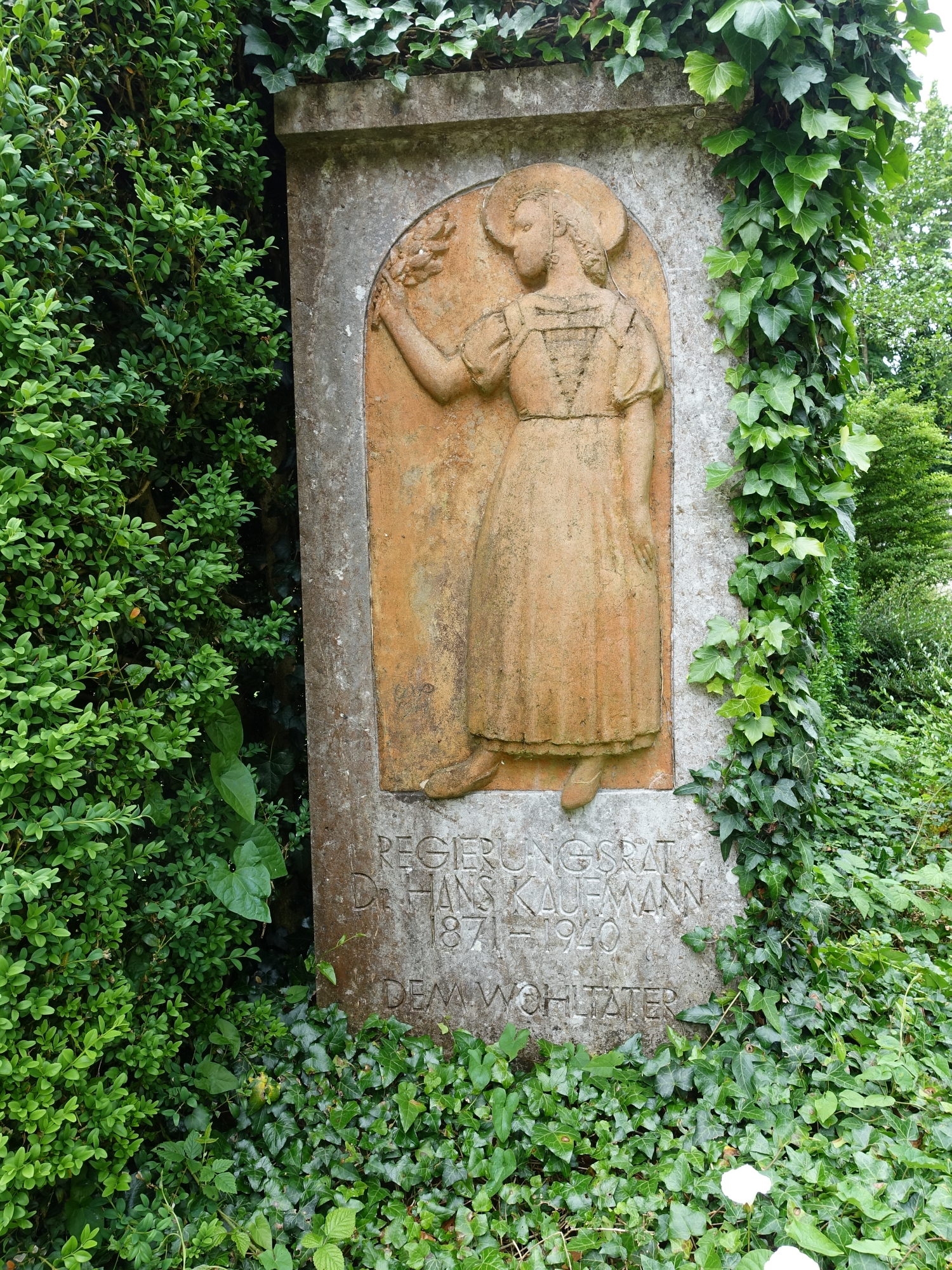
Grab auf dem Friedhof St. Katharinen, Solothurn

Kaufmann studierte von 1890 bis 1895 unter anderem bei Carl Hilty in Bern Rechtswissenschaft. Von 1910 bis 1937 war er Regierungsrat des Kantons Solothurn; unter ihm entstand 1926 das kantonale Arbeitslosenversicherungsgesetz. 1914 erhielt er den Ehrendoktortitel der Universität Zürich.
Seine letzte Ruhestätte fand Kaufmann auf dem Friedhof St. Katharinen in Solothurn.
Kaufmanns Nachlass wird in der Zentralbibliothek Solothurn aufbewahrt. Der Bestand umfasst Briefe sowie Vorlesungsnachschriften von 1890 bis 1895.